# St. Nikolaus (Krapkowice)

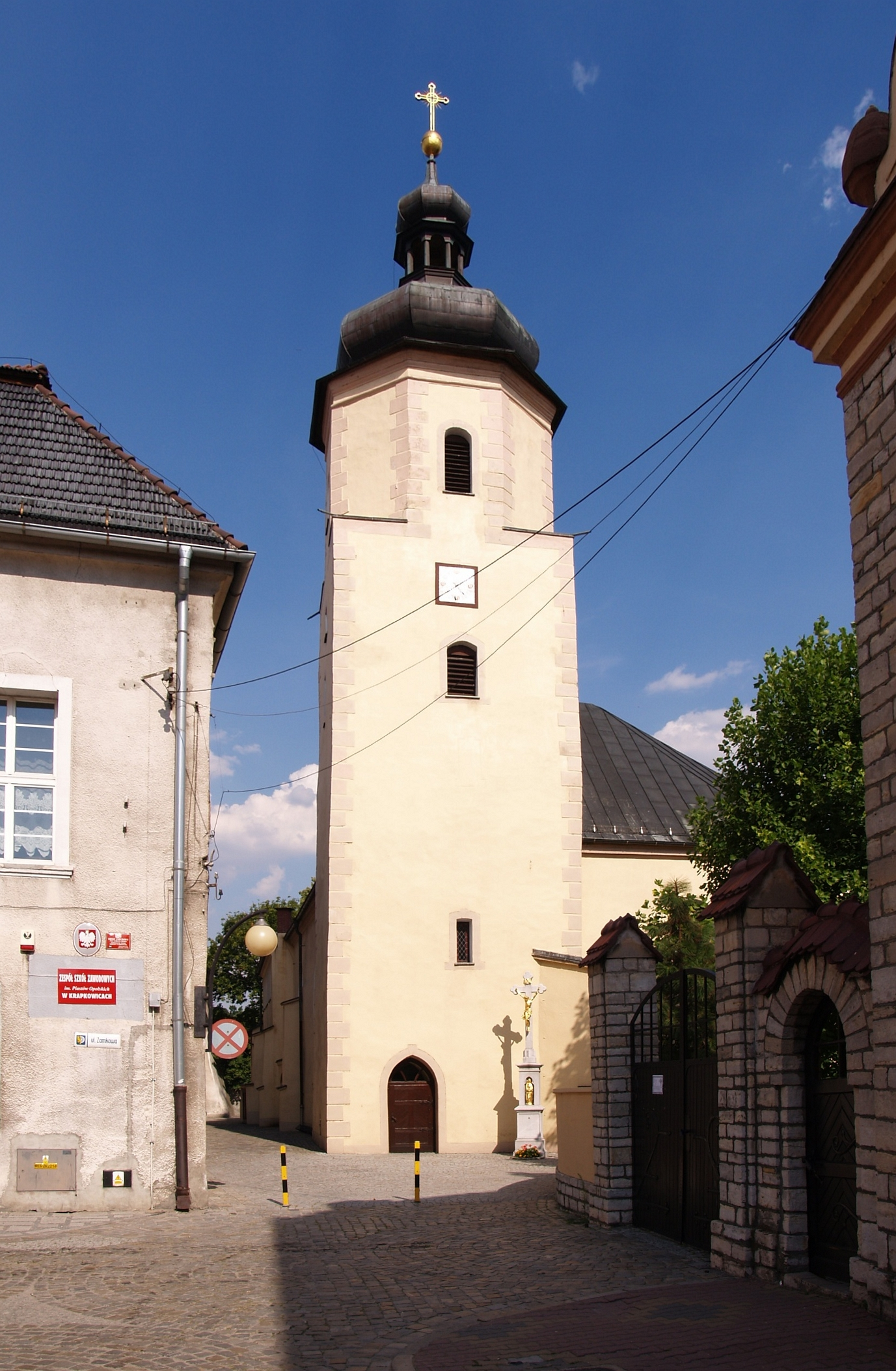
St. Nikolaus

Die St.-Nikolaus-Kirche (polnisch Kościół św. Mikołaja) ist eine römisch-katholische Kirche in der schlesischen Stadt Krapkowice (deutsch Krappitz). Das Gotteshaus liegt im Südosten des alten Ortskerns an der ul. Kościelna. Die Kirche ist die Pfarrkirche der Pfarrei St. Nikolaus (Parafia św. Mikołaja) in Krapkowice.

## Geschichte
Das Gotteshaus wurde 1330 erstmals erwähnt. Der heutige steinerne Bau wurde wohl um das Ende des 14. Jahrhunderts erbaut. 1400 wurde die Rosenkapelle angebaut.
Zwischen 1534 und 1626 wurde der Bau von der protestantischen Gemeinde genutzt. Danach ging der Bau wieder an die katholische Gemeinde über. Nach einem Brand 1722 wurde der Kirchenbau wieder aufgebaut. 1840, 1874 sowie zwischen 1894 und 1896 erfolgten größere Sanierungsarbeiten am Gebäude. 1945 wurde der Bau leicht zerstört und bis 1951 wieder aufgebaut. Der zerstörte barocke Helm des Kirchturms wurde ebenfalls 1945 zerstört und 1990 rekonstruiert.  
Seit 1964 steht der Kirchenbau unter Denkmalschutz.

## Architektur

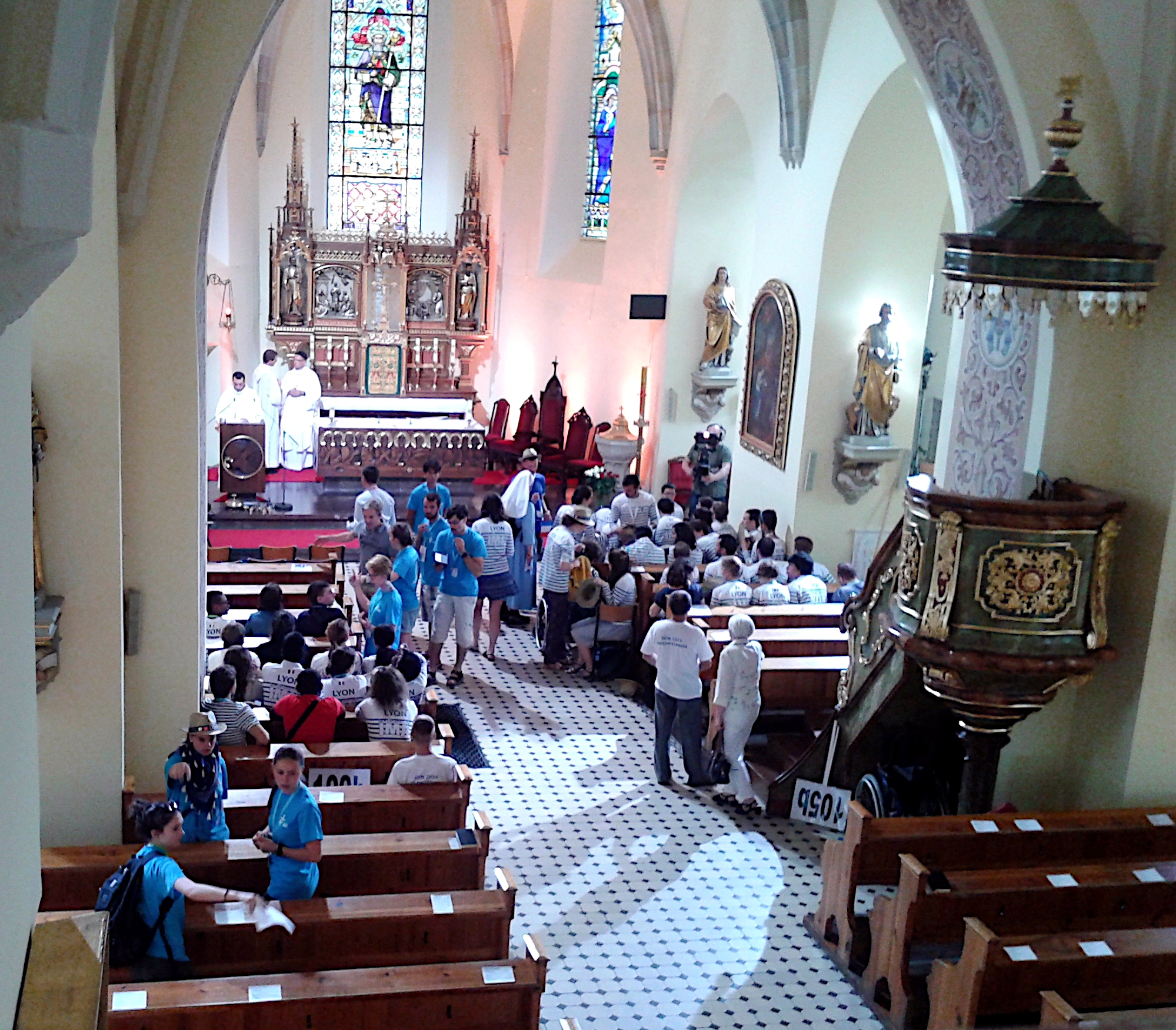
Innenansicht

Die Hallenkirche besitzt ein zweijochiges Langhaus mit einem zweijochigen dreiseitig abgeschlossenen Chor. Der Glockenturm liegt an der nordwestlichen Ecke des Gebäudes und besitzt einen achteckigen Aufsatz, bekrönt mit einer einfachen durchbrochenen Barockhaube.
Der Innenraum besitzt einen neogotischen Hauptaltar. In der Kirche befinden sich zahlreiche Epitaphe der Familie von Redern, darunter eine Grabplatte der Anna von Redern im Stil der Renaissance. Das Taufbecken entstand in gotischer Form.